# Ureterabgangsstenose
Die Ureterabgangsstenose (UAS) oder Nierenbeckenabgangsenge ist eine Einengung des Überganges vom Nierenbecken zum Harnleiter. Sie ist meist angeboren, selten kann sie auch durch ein benachbart verlaufendes Blutgefäß verursacht werden.

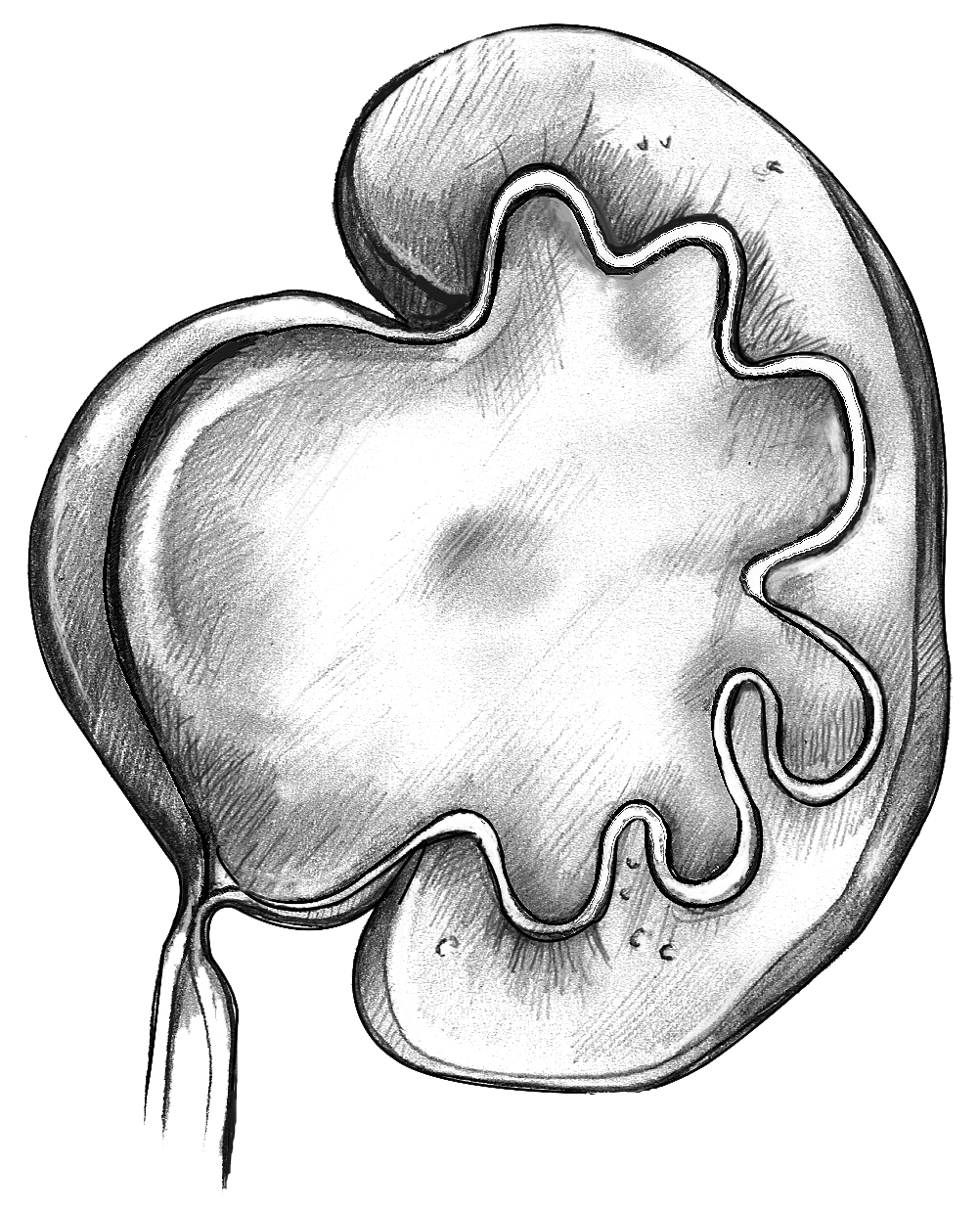
Schema: Ureterabgangsstenose

## Symptome
Durch die Einengung kommt es zu einem Harnaufstau im Nierenbecken, der zu Bauch- und Flankenschmerzen insbesondere nach größerer Flüssigkeitszufuhr führen kann. Harnwegsinfekte treten durch die Abflussbehinderung gehäuft auf, selten ist das vergrößerte Nierenbecken auch als „Tumor“ tastbar.

## Diagnostik
Die Verdachtsdiagnose wird heute meist bei einer Ultraschalluntersuchung der Nieren gestellt, in vielen Fällen bereits pränatal. Es fällt dann eine einseitige Vergrößerung des Nierenbeckens auf. Um den Funktionsanteil der betroffenen Niere abschätzen und das Ausmaß der Abflussbehinderung quantifizieren zu können, kann eine Nierenszintigrafie durchgeführt werden.

## Therapie
Bei einem Urinabfluss von weniger als 40 % aus dem Nierenbecken und bei Schmerzen oder wiederholten Infekten sollte eine Operation durchgeführt werden. Hierbei wird in der Regel der Harnleiter mitsamt der Enge und einem Teil des Nierenbeckens abgetrennt und anschließend der Harnleiter wieder in das Nierenbecken eingenäht, sowie das Nierenbecken verschlossen (OP nach Anderson-Hynes).
Bei einer Nierenfunktion von weniger als 10 % auf der betroffenen Seite kann die Entfernung der Niere angezeigt sein.